# Дай себе
«Дай себе» — альбом Василия К. & Интеллигенты.
Записано и сведено в 2007—2008 годах на Lem Records Василием К., кроме 13 — записано в студии музыкального училища имени Гнесиних Василием Сиденко, сведено Вадимом Dess’ом Сергеевым в микс-мастерской Limpopo.
Песня «Пиратская» написана Никитой Богословским на слова Василия Лебедева-Кумача, песня «Я не хочу выбирать» — Кириллом Комаровым.

## Список композиций
1. Дай Себе — 4:33
2. Отец Василий — 2:56
3. Не мы — 4:42
4. Примитивная — 4:53
5. Край на баян — 3:14
6. Пиратская — 3:29
7. Гвозди — 6:14
8. Кристиания — 4:42
9. Ибодолбоёбы — 3:00
10. На Земле — 4:30
11. Смолы — 7:30
12. Я не хочу выбирать — 4:11
13. Бонус: Другой край на баян — 2:41

## Музыканты
- Майк Логинов — электрогитара 1, 2, 4, 9, 13, голос
- Hotdogue — бас 6, 7, 13, голос
- Василий Васильевич Спиридонов — барабаны
- Мария Ефремова, Екатерина Коребина — хор 1, 6
- Василий К. — всё остальное

## Фото для оформления диска
1. Олег Найдюк — череп меотского воина, VI век до н. э., скелет меотского подростка, V век до н. э.
2. Екатерина Белякова — концерты в Москве 13 апреля 2007 и 25 мая 2008